# ژاندائو (بازیکن فوتبال)
ژاندائو (به پرتغالی: Alexandre Luiz Reame) مدافع اهل برزیل است که در شهر Araçatuba، ایالت سائوپائولو و در تاریخ ۲۳ فوریهٔ ۱۹۸۸ به دنیا آمده‌است.
ژاندائو در تیم‌های فوتبال Guarani سابقهٔ حضور دارد.